# روبين غونزاليس (متزحلق نوردي مزدوج)
روبين غونزاليس (بالإسبانية: Rubén Oscar González)‏ هو متزحلق نوردي مزدوج أرجنتيني، ولد في 26 يوليو 1962 في كامبانا في الأرجنتين.

## وصلات خارجية
- روبين غونزاليس على موقع FIL (الإنجليزية)
- روبين غونزاليس على موقع اللجنة الأولمبية الدولية (الإنجليزية)
- روبين غونزاليس على موقع أوليمبيديا (الإنجليزية)